# Museo nazionale d'Islanda

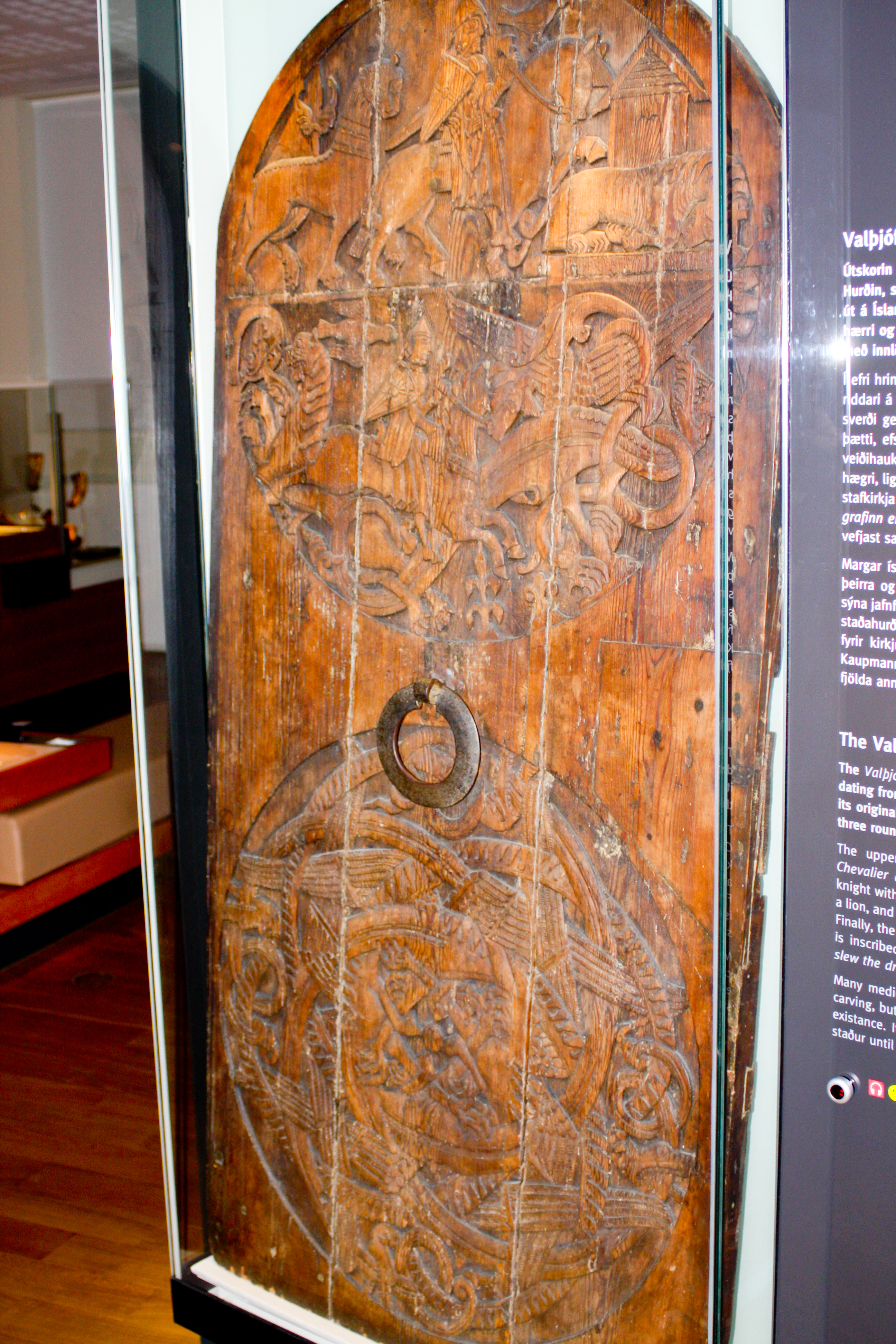
La porta Valþjófsstaður in mostra

Il Museo nazionale d'Islanda (islandese: Þjóðminjasafn Íslands, pronuncia islandese [ˈθjouðˌmɪnjaˌsapn ˈistlan(t)s]) è stato fondato nel 24 febbraio 1863. Si trova nella capitale del Paese, Reykjavík.

## Storia e descrizione
Jón Árnason è stato il primo curatore della collezione islandese, precedentemente conservata nei musei danesi.
Il secondo curatore, Sigurður Guðmundsson, ha sostenuto la creazione di una collezione di antiquariato. Il museo fu chiamato Collezione Antiquaria fino al 1911 quando il suo nome cambiò in Museo Nazionale d'Islanda. Prima di stabilirsi nella sua posizione attuale, a Suðurgata 41, 101 Reykjavík, nel 1950, fu ospitato in vari attici di Reykjavík, incluso quello della Casa della Cultura per 40 anni.
La mostra permanente del museo riguarda la storia islandese e comprende circa 2 000 oggetti. Un oggetto chiave della mostra permanente è la porta Valþjófsstaður, una celebre scultura raffigurante una versione della leggenda Leone-Cavaliere in cui un cavaliere uccide un drago, liberando così un leone che diventa il suo compagno.